# Ariste Jacques Trouvé-Chauvel
Ariste Jacques Trouvé-Chauvel (8 de novembro de 1805 – 14 de outubro de 1883) foi um empresário, banqueiro e político francês. Ele foi brevemente Ministro das Finanças no fim de 1848.

## Primeiros anos
Ariste Jacques Trouvé-Chauvel nasceu em La Suze-sur-Sarthe, Sarthe, em 8 de novembro de 1805. Ele era filho de René Trouvé (1781-1850) e Anne-Magdeleine-Louise Dorizon (1783-1845). Sua família veio de Fillé, no rio Sarthe, aproximadamente 12 km a sul de Le Mans. Eles se tornaram comerciantes e curtidores em La Suze.
Trouvé-Chauvel estudou na Escola de Comércio de Paris. Ele trabalhou para um comerciante em Le Havre de 1826 a 1830, e depois passou três anos em empresas de manufatura na Inglaterra, Escócia e Irlanda. Quando voltou para a França, tornou-se um crente no liberalismo econômico. Em 1833 ele montou negócios em Le Mans como um vendedor atacadista em linho, musselina e rendas. Ele foi associado a um comerciante de rendas, Louis-François Chauvel, com cuja filha ele se casou em 1834. Ele logo expandiu suas operações para descontar cartas de troca e estabelecer comércios comerciais, uma prática comum na época em que não havia bancos nas províncias para fornecer esses serviços.